# 成田ふれあい牧場
成田ふれあい牧場（なりたふれあいぼくじょう）は、滋賀県甲賀市甲南町新治にある牧場である。有限会社成田牧場が運営している。

## 概要
甲南インターチェンジからすぐ近くのなだらかな丘陵上にある主に酪農を営む牧場である。乳牛約300頭とヤギ、羊、ポニー、豚、鶏、鴨、ウサギ、犬、猫などが飼育されていて、動物とのふれあいや酪農を知ってもらうために一般公開している。牧場内にはジェラート工房やバーベキューハウスがあり、牧場で採れた野菜・果物の販売もしている。
定休日：月曜日（祝日を除く）

## 沿革
- 1986年12月 - 名古屋から現在の甲南に移転。当初の搾乳頭数120頭、雇用者2名、牧草地16ha、総面積20ha[2]
- 1990年 - 見蘭牛の取扱開始
- 1997年 - 見蘭牛を使ってバーベキューを開始
- 1998年 - ふれあい牧場開設
- 1999年 - 見蘭牛の取扱停止
- 2005年10月 - ジェラート工房開設

## 施設
- 牛舎
- 搾乳施設
- 動物小屋
- ジェラート工房（営業時間 10:00 - 16:00） ジェラート、ワッフル、ソフトクリーム（12月～冬は提供なし）、ドリンクを提供
- バーベキューハウス（営業時間 10:00 - 17:00） 予約は電話・FAXで受付　※現在は新型コロナウイルス感染症予防のため、受付停止中。

## 所在地
〒520-3313　滋賀県甲賀市甲南町新治696番地

## アクセス
- 自動車[3]
  - 新名神高速道路 甲南ICより
    - IC出口左 → 新治口交差点を右 → 新名神高速道路側道沿い右手の入り口（正門）より入場（なお、甲南ICからすぐに見える西門は道幅が狭いため、正門から入場）

  - 新名神高速道路 信楽ICより
    - IC出口左（国道307号線を甲賀方面へ） → 牛飼西交差点を右折 → 新治口交差点を直進 → 新名神高速道路側道沿い右手の入り口（正門）より入場
- 公共交通機関
  - JR 草津線 貴生川駅または甲南駅で下車、タクシーで約10分（コミュニティバスはなし）